# Moya (ort)
Moya är en ort i Komorerna.   Den ligger i distriktet Anjouan, i den centrala delen av landet, 140 km sydost om huvudstaden Moroni. Moya ligger 142 meter över havet och antalet invånare är 7 529. Den ligger på ön Anjouan.
Terrängen runt Moya är kuperad österut, men åt nordost är den bergig. Havet är nära Moya åt sydväst.  Närmaste större samhälle är Moutsamoudou, 16,1 km norr om Moya. 